# Saint-Romain-sur-Cher
Saint-Romain-sur-Cher là một xã thuộc tỉnh Loir-et-Cher miền trung nước Pháp.